# Camilla Larsson
Christel Camilla Larsson (nascida em 31 de janeiro de 1975) é uma ex-ciclista sueca de ciclismo de estrada.

## Carreira
Competiu como representante de seu país, Suécia, na prova de estrada individual feminina nos Jogos Olímpicos de Verão de 2004 em Atenas, mas não conseguiu terminar. Competiu na edição de 2004 do Campeonato Mundial UCI de Ciclismo em Estrada.